# الدوري القطري 1978–79
إحصائيات دوري نجوم قطر في موسم 1978-79.

## نظرة عامة
فاز السد بالبطولة.